# Атанас Милошов
Атанас Милошов Попов е български революционер, деец на Вътрешната македоно-одринска революционна организация.

## Биография
Атанас Милошов е роден през 1877 година в демирхисарското село Слоещица, тогава в Османската империя. Присъединява се към ВМОРО и на 15 юни 1903 година става нелегален в четата на Каранфил Мавров. Участва в последвалото Илинденско-Преображенско въстание и на 20 юли участва в обсадата на мюсюлманското село Прибилци, на 5 август се сражава при Илинска църква, на 8 август се сражава при Кръстаче, Базернишко, и на 13 август при Илиница, Лесковско.
На 22 април 1943 година, като жител на Слоещица, подава молба за народна пенсия, която е одобрена и отпусната от Министерския съвет на Царство България.